# Jézus szíve templom (Tokaj)
A Jézus szíve templom Tokaj belvárosában álló 20. századi neoromán stílusú római katolikus templom.

## Története
Tokajban az első templomot Szent István és Szent László királyok idejében alapították a 11. század végén. Ez a tatárjárás idején elpusztult, de újjáépítették. A török hódoltság után, a reformáció alatt többször gazdát cserélt, néhányszor leégett és újjáépült.
1695-től végleg a katolikusoké, 1729. óta van folyamatosan anyakönyve. A 18-19. században megint többször kellett tűzvész miatt újjáépíteni, majd 1909-ben teljesen leromlott állapota miatt a Királyi Kincstár, mint kegyúr lebontatta és a helyére a jelenlegi templomot építtette "Zobel Lajos műszaki főtanácsos tervei szerint ... Balogh János kassai és Benyei István sátoraljaújhelyi építészek által ... alapjaitól kezdve teljesen újonnan felépíttetett és a helyén állt kelet-nyugat fekvésű Egyházzal ellentétben Tisza-Tokaj királyi város úgy gazdasági, mint szépészeti szempontból nyugat-kelet irányba hozatott." (idézet az alapítóokmányból)

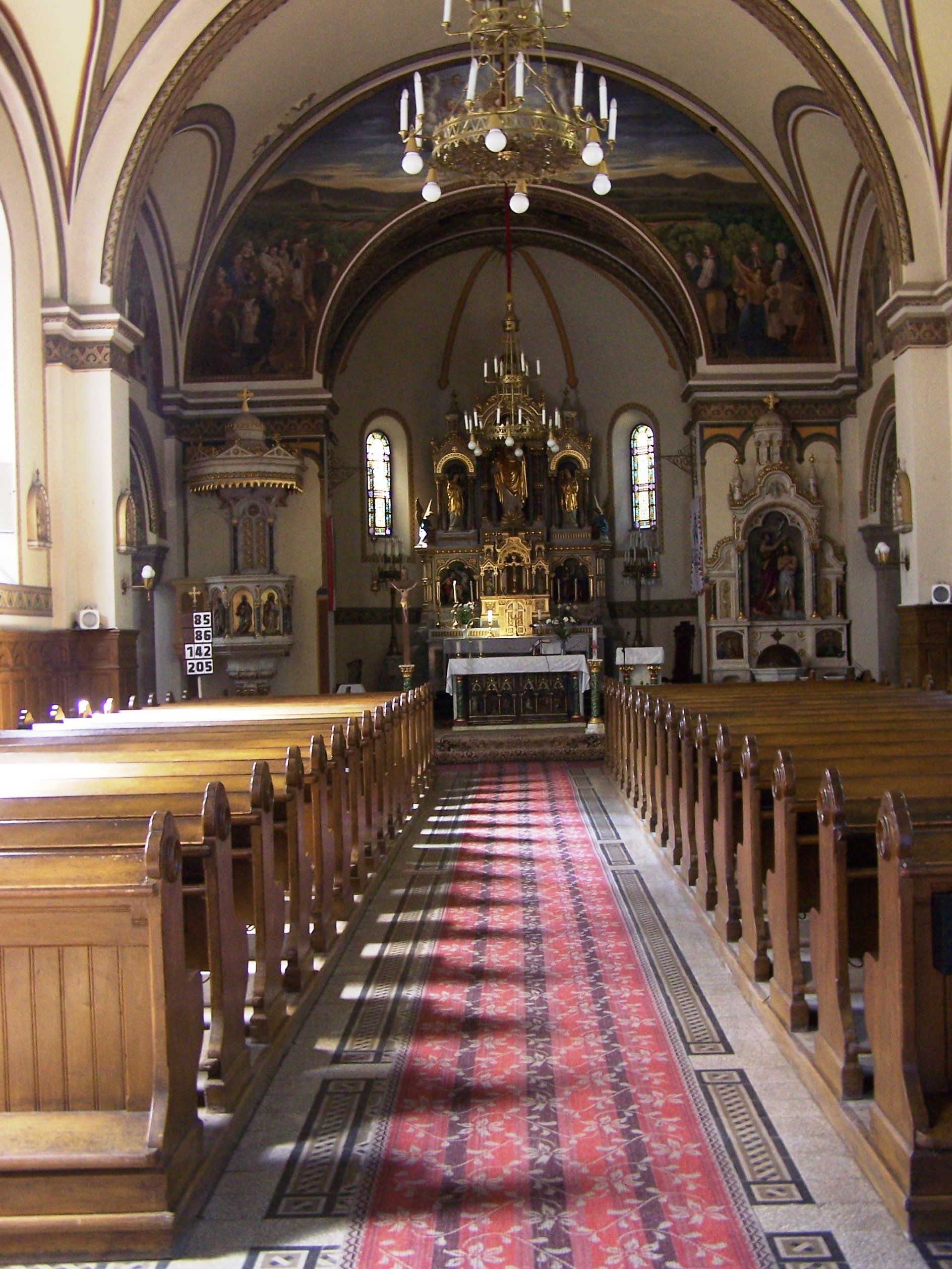
A templom belső tere

## Berendezése
A főoltár, a keresztelőhely és a szószék Josef Riefesser tiroli szobrászművész alkotása. Az oltár domborműveit szintén ő készítette, de eredetileg a sárospataki templom egyik mellékoltáránál álltak, ahonnan műemléki felújításkor kerültek ide és így a tokaji templom bútorzata művészileg egy egységet alkot.
A szent József-oltár Család-kápolnája Huszár István nyíregyházi festő- és faragóművész keze munkája. A Szűz Mária kápolna két oldalán látható pannó-festmények Tamás Ervin és Xantus Gyula festőművészek alkotásai. A kórus és a szentély feletti két félkör alakú képet Tokajban dolgozó művésztanárok készítették.
A gyóntatószék fölött az itt működő pálos, kapucinus és piarista szerzetesrendek címereit és kolostoraik képeit láthatjuk.